# ODI
ODI va ser un grup de música en valencià procedent d'Albaida (Vall d'Albaida). La seua música és una barreja de ska, rock, hardcore i reggae. Naix el 2003 fent el seu primer concert un 25 d'abril a Albaida. L'any 2004 ODI va guanyar el premi Promocions i Revelació del Club a la Nostra Marxa. Aquest mateix any es van classificar per al Rebrot, gràcies a la votació popular.

## Discografia
- La terra dels orígens (2004)
- Esperança rebel (2008)
- El badar de les consciències (2012)